# Pulveria porrecta
Pulveria porrecta — вид грибів, що належить до монотипового роду Pulveria.